# مرزاق علواش
مرزوق علواش (مواليد 6 أكتوبر 1944 في الجزائر العاصمة) هو مخرج سينمائي وكاتب سيناريو جزائري. أخرج 18 فيلما منذ عام 1976. دخل فيلمه "عمر فتلتوا الرجلة" عام 1976 في الدورة العاشرة لمهرجان موسكو السينمائي الدولي حيث فاز بالجائزة الفضية. كما تقدم فيلمه مرحبا ابن العم سنة 1996 إلى ترشيحات جوائز الأوسكار التاسع والستين في فئة أفضل فيلم بلغة أجنبية. يعتبر علواش من أكثر المخرجين الجزائريين تأثيراً، ويعتبره البعض الأكثر تأثيراً. وهو المخرج الجزائري الوحيد الذي كرس معظم -إن لم يكن كل- أعماله السينمائية لبلده الأم.

## النشأة
ولد مرزاق علواش في حي باب الوادي بالجزائر العاصمة. كان والده عامل بريد من أمازيغ القبائل وكانت والدته ربة منزل جزائرية من القصبة. كان عمر علواش عشر سنوات فقط عندما بدأت حرب التحرير الجزائرية عام 1954 وكان عمره ثمانية عشر عامًا حين استقلت البلاد عام 1962.

## مسيرته

### الدراسة
بدأ مرزاق علواش دراسته عام 1964 في معهد السينما بالجزائر العاصمة. وأثناء وجوده هناك، أخرج فيلم تخرجه، بعنوان Croisement، بالإضافة إلى فيلم قصير باسم Le Voleur. عندما أغلق معهد السينما، تمت إعادة توجيه الطلاب إلى وودج أو باريس. أكمل علواش دراسته في المعهد العالي للدراسات السينمائية (يسمى الآن La Fémis) في باريس.

### في مجال الأخبار
بعد عودته إلى الجزائر، أمضى بضعة أشهر في مكتب الأخبار الجزائري ثم تم فصله مع زملائه من خريجي معهد السينما بعد تقديمهم عريضة تطالب بمزيد من الحقوق للعمال. لتهدئة الاحتجاج، تم إرسال مجموعة من خريجي معهد السينما بمن فيهم علواش إلى فرنسا لتلقي تدريب لمدة ثلاثة أشهر في مكتب البث التلفزيوني الفرنسي (ORTF). مكث في فرنسا لعدة سنوات والتحق بالمدرسة التطبيقية للدراسات العليا مع مارك فيرو وتلقى دورة «تحليل وثائق أفلام القرن العشرين».

### الأفلام
عاد علواش إلى الجزائر عام 1973 وعمل على تنظيم حملات "CinéBus" لدعم الثورة الزراعية. عمل مستشارا لوزارة الثقافة. وأخرج فيلمًا وثائقيًا عن عمله ذلك بعنوان Nous et la révolution agraire (نحن والثورة الزراعية) في عام 1972. في عام 1974، شارك «المكتب الوطني للتجارة والصناعة السينمائية» (ONCIC) في إخراج «تيبازة لانسيان»، وهو فيلم وثائقي عن تيبازة الموريطنية، وذلك في إنتاج مشترك مع إف آر 3 مرسيليا. قبل انضمامه إلى المكتب الوطني للتجارة والصناعة السينمائية كمخرج في عام 1975، كان مساعدًا للمخرج محمد سليم رياض في فيلم «ريح الجنوب»، وذلك في عام 1974.
اكتسب شهرة دولية في عام 1976 من خلال إخراج فيلمه الروائي الطويل الأول عمر قتلتوا الرجلة، والذي يلقي نظرة ساخرة ولكن واقعية على حال الرجال في المجتمع الجزائري، وتم اختياره في أسبوع النقاد في كان وفاز بالميدالية الفضية في مهرجان موسكو السينمائي. ووصف فيلم علواش بأنه قد جعل منه «أول سينمائي تجرأ على الحديث عن الواقع اليومي في الجزائر».
ثم أخرج فيلم Les Aventures d'un héros (مغامرات بطل) في عام 1978، وهو فيلم عن أب جزائري يصف ابنه الرضيع زوراً بأنه البطل الذي تنتظره قبيلته، وحصل على جائزة التانيت الذهبي في أيام قرطاج السينمائية، كما أخرج فيلم "L 'Homme qui respectait les fenêtres" (الرجل الذي كان ينظر إلى النوافذ) في عام 1982.
عاد علواش إلى فرنسا وكتب سيناريو لـ قناة تي أف 1، وهو Parlez après le signal sonore (تحدث بعد الصفارة)، وفي عام 1987، أخرج فيلمًا طويلًا باسم Un amour à Paris (حب في باريس)، عن قصة حب بين جزائريين، وتم عرضه في قسم السينما الفرنسية في مهرجان كان السينمائي، وحاز على جائزة مخصصة للسينما الفرنسية.
عاد إلى الجزائر عام 1988 في أعقاب أعمال الشغب في أكتوبر 1988. قام بتصوير أفلام وثائقية بالفيديو حول الوضع السياسي شملت العديد من المقابلات، والتي تم جمعها بعد ذلك في 3 أفلام وثائقية لصالح قناة أرتيو وهي: L'Après-Octobre (ما بعد أكتوبر) وFemmes en Mouvements وVie et mort des presses algériens (حياة وموت الصحافة الجزائرية). في عام 1989، أخرج برنامجًا ساخرًا للتلفزيون الجزائري، باسم La Boîte à chique، ثم انضم إلى المجلس الوطني السمعي البصري، وهو هيئة مسؤولة عن إصلاح التصوير السينمائي بعد حل وزارة الثقافة. في عام 1992، أخرج فيلمًا وثائقيًا لبي بي سي، باسم حربنا، صوت رمضان. في عام 1993، ومع انغماس الجزائر في عنف التسعينيات، أخرج فيلمًا روائيًا طويلاً بعنوان باب الوادي سيتي الذي يتتبع الصراع بين شاب جزائري وأصوليين إسلاميين محليين، وعُرض الفيلم في مهرجان كان السينمائي.
اضطر علواش لمغادرة لفرنسا مرة أخرى في التسعينيات بسبب ما اعتبره ظروفا خطرة لعمل الفنانين. في عام 1996، أخرج فيلما عن ابني عم يستكشفان العنصرية في باريس، باسم مرحبا ابن العم، والذي عرض في أسبوعي المخرجين في مهرجان كان السينمائي، وحصل على جائزة التانيت الذهبي في مهرجان قرطاج السينمائي، وتم تقديه للترشيح في الدورة التاسعة والستين لجوائز الأوسكار. بعد إخراج سلسلة أفلام سينمائية وتلفزيونية، عاد إلى الجزائر عام 1999.
منذ عام 2000، تنقل علواش بين الجزائر وفرنسا منتجا أفلامه الخاصة أو أفلاما مشتركة مع آخرين، إلا أنه أقام بصورة أكبر في فرنسا. في عام 2003، أخرج فيلم Chouchou بطولة جاد المالح حول امرأة مغاربية متحولة جنسياً تستقر في باريس لتجد ابن أخيها. وأخرج فيلم «باب الويب» عام 2004، وهو فيلم كوميدي عن آثار الإنترنت على الشباب الجزائري. تم تمويل هذا الفيلم جزئيًا من قبل مصادر فرنسية، والتي اشترطت تسجيل ما لا يقل عن واحد وخمسين بالمائة من الحوار باللغة الفرنسية، على الرغم من حقيقة أن جميع الشخصيات جزائرية.
في عام 2009، كتب وأخرج علواش فيلم حراقة، والذي يستعرض قصة لاجئين جزائريين شباب فروا من وطنهم على متن قوارب صغيرة إلى البحر الأبيض المتوسط. تم تمويل الفيلم جزئياً من قبل الحكومة الجزائرية. ومع ذلك، لم تعجب الحكومة بالنتيجة النهائية للفيلم، وقاطعت الحكومة لاحقًا أفلام علواش ورفضت تقديم المزيد من الدعم. فاز فيلمه الصادر سنة 2011 نورمال! (حول حياة صانع أفلام في أعقاب أعمال الشغب والاحتجاجات التي وقعت في 2011) بجائزة أفضل فيلم في مهرجان الدوحة تريبيكا السينمائي 2011. كان هذا الفيلم تعليقاً على سياسة الحكومة الجزائرية بالعفو عن الإرهابيين، ووصف علواش شخصية صانع الأفلام في الفيلم بأنها انعكاس لشخصيته.
في عام 2012 أخرج فيلم Le repenti (التائب)، وهو فيلم عن إسلاموي تم إطلاق سراحه من السجن يكافح لفهم التسامح، وتم عرضه في أسبوعي المخرجين في مهرجان كان السينمائي. كما حاز على جائزة الاتحاد الدولي للنقاد السينمائيين في مهرجان السينما الدولي السابع عشر في ولاية كيرالا، كما انتزع علواش عن فيلمه «التائب» للمرة الثانية على التوالي جائزة أفضل فيلم روائي عربي في حفل إعلان جوائز مهرجان الدوحة في عام 2013.
تم عرض فيلمه Les Terrasses (السطوح) عن الحياة في باب الوادي، في مهرجان البندقية السينمائي وفي عام 2015، تم عرض فيلمه مدام كوراج، الذي يدور حول متعاطي مخدرات يحاول التخلص من إدمانه، في مهرجان البندقية السينمائي. في عام 2016، تم عرض فيلمه الروائي الوثائقي Enquête au paradis (والذي يجمع بين المقابلات الشخصية ورحلة درامية) في FIPA في مهرجان برلين السينمائي،
وفي عام 2017 عرض فيلمه "Vent divin" (ريح رباني) في مهرجان تورنتو السينمائي. والفيلم إنتاج جزائري/فرنسي/لبناني مشترك ومن بطولة سارة لايساك ومحمد أوغليس وحسن بن زراري، ويقدم علواش بعض المعلومات عن خلفية البطلين ودوافعهما للإقدام على القيام بتفجير إرهابي «ليترك المساحة الأكبر للعلاقة الإنسانية التي تنشأ بينهما وإفضاء كل منهما للآخر بما تختزنه نفسه من آلام وحب وكره وخوف وتعاملهما مع الهجوم المرتقب»، وقال علواش في حدثيه عن الفيلم أن “الإرهاب قضية معروفة ومحسومة لا تحتاج مني إلى سرد طويل في الفيلم حتى أشرحها للمشاهد لكن ما أردته هو اقتناص فترة زمنية قصيرة يتواجد فيها الاثنان معا ويواجهان هذا الموقف المصيري”، واعتبر أن الشاب في الفيلم هو «نموذج لحديثي السن الذين تؤثر عليهم الجماعات المتطرفة وتجذبهم نحوها بدعوى الجهاد».
قدم فيلمه «مناظر الخريف» في 17 و18 نيسان/أبريل سنة 2021 أونلاين في إطار فعاليات المهرجان السينمائي الإفريقي في دورته الـ37، والذي قدمته في مونتريال في مقاطعة كيبيك مؤسسة "Vues d'Afrique" الثقافية غير الربحية.

## الجوائز
فاز فيلمه 2011 نورمال! بجائزة أفضل فيلم في مهرجان الدوحة تريبيكا السينمائي 2011. في عام 2012، تم عرض فيلمه التائب في قسم أسبوعي المخرجين في مهرجان كان السينمائي لعام 2012. وحصل على جائزة الاتحاد الدولي للنقاد السينمائينن لأفضل فيلم آسيوي في مهرجان السينما الدولي السابع عشر في ولاية كيرالا.

## الحياة الشخصية
لعلواش ابنة واحدة هي بهية علواش وهي مخرجة أفلام أيضا.

## فيلموغرافيا
- مدام كوراج
- الرجل الذي كان ينظر إلى النوافذ
- العالم الآخر

## روابط خارجية
- مرزاق علواش على موقع IMDb (الإنجليزية)
- مرزاق علواش على موقع ألو سيني (الفرنسية)
- مرزاق علواش على موقع أول موفي (الإنجليزية)
- مرزاق علواش على موقع قاعدة بيانات الأفلام السويدية (السويدية)
- مرزاق علواش على موقع قاعدة بيانات الفيلم (الإنجليزية)
- مرزاق علواش على موقع كينوبويسك (الروسية)